# Perissus aper
Perissus aper là một loài bọ cánh cứng trong họ Cerambycidae.